# Сульфони

Структура сульфону.

Сульфо́ни (англ. sulfones) — хімічні сполуки зі структурою RS(=O)2R (R ≠ H); містять електроно-акцепторну сульфонільну групу >SO2. Відновлюються до сульфідів, ароматичні похідні перетворюються під дією PCl5 в сульфохлориди, при стоплюванні з лугами — в сульфонати.
Використовуються у виробництві лікарських субстанцій та отруйних речовин (дивінілсульфон має іпритоподібну дію).
Приміром, етилметилсульфон C2H5S(=O)2CH3.